# Eberhard Beyer

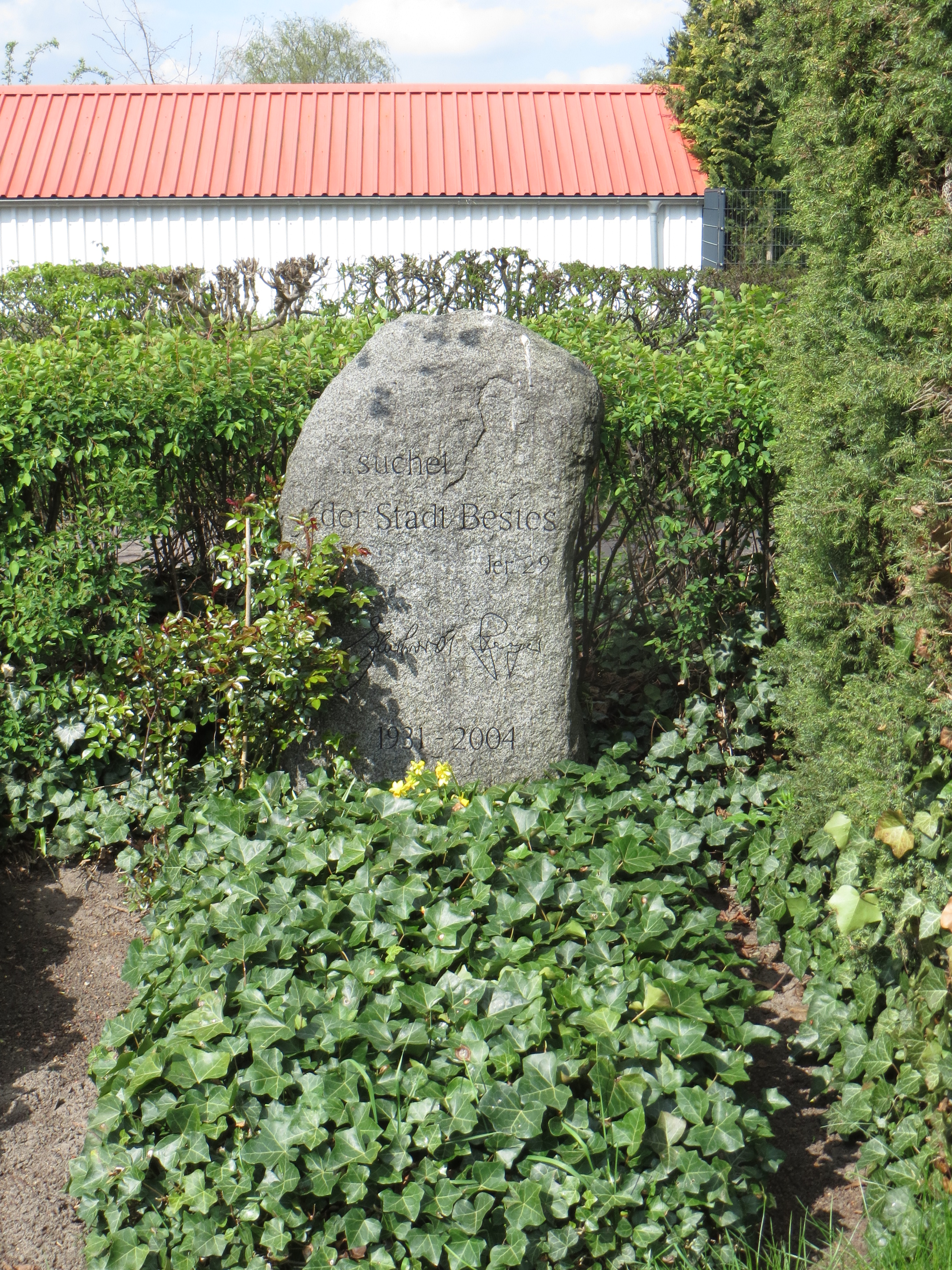
Eberhard Beyers Grab auf dem Güstrower Friedhof

Eberhard Beyer (* 22. April 1931; † 14. Dezember 2004 in Güstrow) war ein deutscher kirchlicher Mitarbeiter und Kommunalpolitiker.

## Leben
Beyer machte von 1945 bis 1948 eine Lehre als Landwirt und anschließend bis 1950 eine Lehre als Zimmermann. Von 1951 bis 1954 wurde er in den Neinstedter Anstalten zum evangelischen Diakon ausgebildet. Von 1954 bis 1965 war er als Landesjugendwart verantwortlich für die Jugendarbeit der Evangelisch-Lutherischen Landeskirche Mecklenburgs. Anschließend wirkte er als Leiter des kirchlichen Tagungs- und Rüstzeitenheims Grüner Winkel sowie als Hausvater im Haus der Kirche in Güstrow. Von 1969 bis 1987 war er Mitglied der Synode der Mecklenburgischen Landeskirche. Von 1973 bis 1988 vertrat er die Landeskirche auf der Generalsynode der VELK der DDR; 1979 bis 1981 gehörte er einer gemeinsamen Arbeitsgruppe zur Weiterentwicklung des Bundes der Evangelischen Kirchen in der DDR gemäß den Eisenacher Empfehlungen von 1979 an.

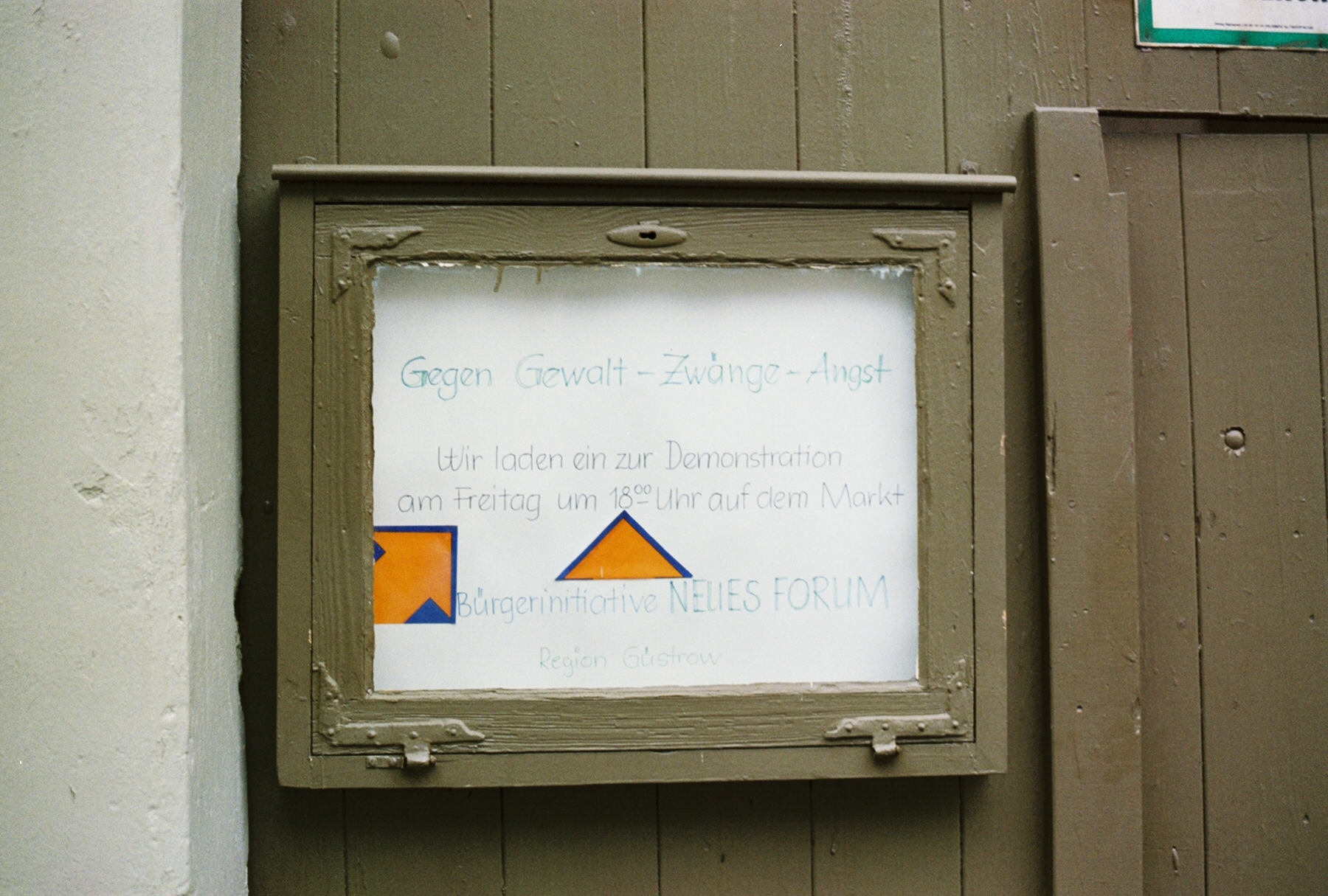
Demonstrationsaufruf des Neuen Forums Anfang November 1989 in Güstrow

Im Herbst 1989, im Rahmen der Wende und friedlichen Revolution in der DDR, gehörte er zu den Gründungsmitgliedern des Neuen Forums und der SDP in Güstrow.
Von 1990 bis 2004 war er Mitglied der Stadtvertretung Güstrow und von 1994 bis 2001 ihr Präsident. 2010 verlieh ihm die Güstrower Stadtvertretung posthum die Ehrenmitgliedschaft.
Er war verheiratet mit der Sozialpädagogin und Landtagsabgeordneten Heidemarie Beyer.